# Richard Marquand
Richard Marquand (Llanishen, Cardiff, 22 de setembro de 1937 — Londres, 4 de setembro de 1987) foi um diretor de cinema galês.

## Biografia
Filho de um membro do Parlamento, ele estudou na Universidade de Cambridge e na França, e se especializou em línguas. Foi locutor de rádio antes de começar a rodar documentários para a BBC.
Antes de ser escolhido por George Lucas para co-dirigir Guerra nas Estrelas, ele tinha em sua filmografia obras como Convite à Morte (1980), Birth of the Beatles (1980), O Buraco da Agulha (1981).
Depois ele realizou O Retorno de Jedi (1983), Until September (1984) e O Fio da Suspeita (1985), com Glenn Close e Jeff Bridges. 
Seu último filme, Hearts of Fire, foi lançado postumamente.
Morreu aos 49 anos de idade, vítima de ataque cardíaco.